# Emma Chalmers
Emma Jade Chalmers (ur. 28 października 1988) – australijska zapaśniczka walcząca w stylu wolnym. Piąta na igrzyskach Wspólnoty Narodów w 2010. Zdobyła brązowy medal na mistrzostwach Wspólnoty Narodów w 2011. Czterokrotna medalistka mistrzostw Oceanii w latach 2009 - 2012.